# Сиротинка
Сироти́нка — село Стрюківської сільської громади Березівського району Одеської області в Україні. Населення становить 253 осіб.

## Населення
Згідно з переписом УРСР 1989 року чисельність наявного населення села становила 243 особи, з яких 113 чоловіків та 130 жінок.
За переписом населення України 2001 року в селі мешкали 252 особи.

### Мова
Розподіл населення за рідною мовою за даними перепису 2001 року:
| Мова       | Відсоток |
| ---------- | -------- |
| українська | 81,82 %  |
| молдовська | 9,49 %   |
| російська  | 3,56 %   |
| вірменська | 3,16 %   |
| білоруська | 1,19 %   |
| польська   | 0,40 %   |
| інші       | 0,38 %   |